# Javiera Grez
Javiera Matilde Grez Valenzuela, née le 11 juillet 2000 à Molina au Chili, est une joueuse internationale chilienne de football évoluant au poste d'attaquante au sein du club du CD Colo-Colo.

## Biographie
Avec l'équipe du Chili féminine, elle participe à la Coupe du monde féminine 2019 organisée en France. Lors de ce mondial, elle ne joue qu'un seul match, contre la Thaïlande.
Elle participe ensuite aux Jeux olympiques d'été de 2020 de Tokyo. Lors du tournoi olympique, elle joue deux matchs.